# شركة الشوفان كويكر
شركة كويكر للشوفان شركة أمريكية تقع في شيكاغو. وترتبط جذور الشركة مع رجال أعمال من طائفة الكويكرز المسيحية، وهو الاسم الذي إتخذته الشركة على علامتها التجارية. أسست الشركة في 1901 من دمج أربعة مطاحن شوفان:
- شركة الطاحونة كويكر
- مطحنة الحبوب في شلالات الارز ولاية ايوا لمالكها جون ستيوارت وابنه روبرت ستيوارت وشريكهما جورج دوغلاس.
- الشركة الألمانية الأميركية للشوفان المطحون يملكها((ملك الشوفان المطحون)) فرديناند شوماخر من اكرون اوهايومن شركة كويكر للشوفان.
- روب لويس وشركاه. الشركة الاميركية للشوفان والشعير المطحون المعروف رسميا ب((جيد من اجل الفطور)) الشوفان السريع التحضير.

## المنتجات والعلامات التجارية
توسعت الشركة في العديد من المجالات ومن ضمنها حبوب أخرى للفطور ومنتجات أخرى من الاطعمة والمشروبات وحتى في منتجات أخرى غير ذات صلة مثل الألعاب وفي أغسطس (آب) عام 2001 اندمجت كويكر مع بيبسيكو.